# Electrochimica Acta
Electrochimica Acta (abrégé en Electrochim. Acta) est une revue scientifique à comité de lecture. Ce bimensuel publie des articles de recherches originales concernant tous les aspects de l'électrochimie.
D'après le Journal Citation Reports, le facteur d'impact de ce journal était de 3,325 en 2009. Actuellement, le directeur de publication est S. Trasatti (université de Milan, Italie).